# Quinto Ortensio Ortalo (pretore)
Quinto Ortensio Ortalo (in latino: Quintus Hortensius Hortalus; ... – 42 a.C.) è stato un politico romano della Repubblica, figlio dell'oratore Quinto Ortensio Ortalo.

## Biografia
La sua educazione fu poco curata: come racconta Cicerone, a causa dell'influenza del liberto Salvio frequentò compagnie inadatte e visse con gladiatori e ladri. Suo padre pensò persino di diseredarlo a favore del nipote Marco Valerio Messala, ma non ci riuscì e così nel 50 a.C. ottenne le proprietà, almeno in parte, dell'eredità paterna, che però dovette vendere per saldare i suoi debiti.
Nel 49 a.C., quando scoppiò la guerra civile, Ortensio colse l'occasione per recuperare le sue fortune in rovina e perciò si unì a Cesare in Gallia Cisalpina. Fu inviato da lui per occupare Ariminum; era quindi l'uomo che per primo attraversò effettivamente il Rubicone.
Poco dopo ebbe il comando di una squadra navale lungo la costa italica, quando ricevette una lettera da Curione, luogotenente di Cesare in Sicilia, per favorire la fuga di Cicerone. Visitò Terenzia, la moglie di Cicerone, presso la sua villa di Cuma e successivamente lo stesso Cicerone presso la sua villa di Pompei e ad entrambi assicurò i suoi buoni uffici, ma alla fine non lo fece, forse perché impossibilitato. La sua squadra si unì alla flotta di Dolabella poco prima della battaglia di Farsalo.
Nel 44 a.C. ottenne la provincia di Macedonia e Bruto avrebbe dovuto succedergli. Dopo l'assassinio di Cesare, Marco Antonio diede la provincia a suo fratello Gaio. Bruto, tuttavia, ne aveva già preso possesso, con l'assistenza di Ortensio. Quando ebbe luogo la proscrizione, Ortensio era nella lista e, per vendetta, ordinò la morte di Gaio Antonio, che era stato fatto prigioniero.
Dopo la battaglia di Filippi, fu giustiziato sulla tomba della sua vittima.